# تپه اسپی
تپه اسپی مربوط به عصر مس و سنگ است و در شهرستان دورود، بخش سیلاخور، ۱۱۰۰ متری جنوب غرب شهر چالانچولان واقع شده و این اثر در تاریخ ۲۳ بهمن ۱۳۸۵ با شمارهٔ ثبت ۱۷۲۱۲ به‌عنوان یکی از آثار ملی ایران به ثبت رسیده است.